# Craig Hurley
Craig Hurley (Chicago, 23 februari 1968), geboren als Craig Douglas Hurley, is een Amerikaanse acteur.

## Biografie
Hurley groeide op in Chicago in een gezin met drie kinderen. Hij heeft gestudeerd aan de Chicago Academy of Performing Arts, waar hij in 1986 zijn diploma haalde. Hierna ging hij naar het American Academy of Dramatic Arts in Pasadena (Californië), waar hij in 1988 zijn diploma haalde.
Hurley begon in 1985 met acteren in de televisieserie Lady Blue. Hierna heeft hij nog meerdere rollen gespeeld in films en televisieseries zoals Hunter (1989), Nasty Boys (1989-1990) en Life Goes On (1989-1991). In 1999 speelde hij zijn laatste rol, hierna heeft hij vooral voice-overwerk gedaan voor televisie en films en  doet hij ook radio-uitzendingen.
Hurley is getrouwd in 1997 en woont nu in Los Angeles.

## Filmografie

### Films
Uitgezonderd korte films.
- 2023 Saw X - als kankerslachtoffer 2
- 2021 Cherry – als celgenoot van Cherry
- 2014 Plastic – als aannemer
- 1993 Warlock: The Armageddon – als Andy
- 1989 Nasty Boys – als Danny Larsen
- 1989 She Know Too Much – als jongen
- 1989 Conquering Space – als Tim

### Televisieseries
Uitgezonderd eenmalige gastrollen.
- 1989 – 1991 Life Goes On – als Kent en fietser – 5 afl.
- 1989 – 1990 Nasty Boys – als Danny Larsen – 14 afl.
- 1989 Hunter – als Johnny Youngblood – 3 afl.
- 1988 – 1989 TV 101 – als stenengooier – 2 afl.

### Computerspellen
- 1997 Star Trek: Starfleet Academy – diverse stemmen